# La Biblia y el calefón (canción)
«La Biblia y el calefón» es una canción de Joaquín Sabina, que pertenece al disco 19 días y 500 noches, publicado en 1999. La canción aparece en la edición argentina.

## Argumento
La canción fue escrita especialmente para el programa de televisión argentino emitido por Canal 13, llamado La Biblia y el calefón y conducido por Jorge Guinzburg. 
En ese año asistió al programa de Guinzburg junto a Charly García, Diego Armando Maradona y Graciela Alfano.

## Edición
En 2011, Sabina modificó la letra, debido al fallecimiento del conductor, y grabó una nueva presentación para el programa argentino que cuenta con la conducción de Sebastián Wainraich.